# 望郷 (湊かなえの小説)
『望郷』（ぼうきょう）は、湊かなえによる日本の推理小説の連作短編集。全6編。2010年から2012年にかけて『オールスイリ』『オール讀物』に掲載、2013年1月30日に文藝春秋より刊行された。瀬戸内の島々で生まれ育った人々の愛憎入り混じった複雑な心理を描く。収録作「海の星」は第65回日本推理作家協会賞短編部門を受賞している。
2016年1月10日には文春文庫版が刊行された。
収録作3編がテレビ東京系でテレビドラマ化され2016年9月28日に放送、収録作2編が映画化され2017年9月16日に公開された。

## 収録作品
- みかんの花（初出：2010年12月刊『オールスイリ』、「望郷、白綱島」を改題）
- 海の星（初出：『オール讀物』2011年4月号、「望郷、海の星」を改題）
- 夢の国（初出：2011年12月刊『オールスイリ2012』、「望郷、夢の国」を改題）
- 雲の糸（初出：『オール讀物』2012年1月号、「望郷、雲の糸」を改題）
- 石の十字架（初出：『オール讀物』2012年5月号、「望郷、石の十字架」を改題）
- 光の航路（初出：『オール讀物』2012年10月号、「望郷、光の航路」を改題）

## 書誌情報
- 望郷（2013年1月30日、文藝春秋、ISBN 978-4-16-381900-6）
- 望郷（2016年1月4日、文春文庫、ISBN 978-4-16-790523-1）

## テレビドラマ
『ドラマスペシャル 湊かなえサスペンス 望郷』と題し「みかんの花」「海の星」「雲の糸」の3編を原作としてオムニバスドラマとしてテレビドラマ化され、テレビ東京の本社屋移転にともなう記念プロジェクト「六本木3丁目移転プロジェクト」のドラマスペシャル第2弾として、同局系列にて2016年9月28日の21時から23時18分に放送された。

### キャスト（テレビドラマ）
みかんの花
- 富田美里 - 広末涼子（15歳時：山口まゆ）
- 桂木（富田）笙子 - 水野美紀
- 宮下邦和 - 水橋研二
- 奥寺健一 - 田中圭
- 宮田達也 - 中村靖日
- 富田美香子 - 田辺桃子
- 富田安江 - 倍賞美津子
- 市長 - 森喜行

海の星
- 浜崎洋平 - 伊藤淳史（少年期：加藤清史郎）
- 浜崎友美 - 紺野まひる
- 浜崎太一 - 五十嵐陽向
- 真野美咲 - 平山あや（少女期：平祐奈）
- 浜崎秀夫 - 橋本じゅん
- 浜崎佳子 - 若村麻由美
- 真野幸作 - 椎名桔平
- 洋平の大叔父 - モト冬樹

雲の糸
- 黒崎ヒロタカ（磯貝宏高） - 濱田岳（回想：吉田騎士）
- 磯貝律子 - 麻生祐未
- 磯貝亜矢 - 内山理名（少女期：井頭愛海）
- 的場裕也 - 大野拓朗
- 的場社長 - 西岡徳馬
- 真知子 - 渚あき
- 渚社長 - 河西健司
- 寺井文孝、ホリベン、道脇広行、前田海嘉、山崎まさよしほか

### スタッフ（テレビドラマ）
- 脚本 - 浅野妙子（みかんの花）、大島里美（海の星）、小寺和久（雲の糸）
- 監督 - 新城毅彦（みかんの花）、中前勇児（海の星）、藤井道人（雲の糸）
- 主題歌 - 山崎まさよし 「光源」[7][8][9]
- ギター指導 - 松下昇平
- ロケ協力 - 因島観光協会、おのみちフィルムコミッション、土生商船　ほか
- 技術協力 - バル・エンタープライズ
- 美術協力 - KHKアート、京映アーツ
- ポスプロ - ザ・チューブ
- CG - キュー・テック
- プロデューサー - 阿部真士・田辺勇人（テレビ東京）、平部隆明・鈴木俊明・大健裕介（ホリプロ）
- チーフプロデューサー - 中川順平（テレビ東京）
- 制作協力 - ホリプロ
- 製作著作 - テレビ東京

## 映画
「夢の国」「光の航路」の2編を原作として映画化され、2017年9月16日に公開。新宿武蔵野館ほか全国拡大上映された。主演は貫地谷しほりと大東駿介。

### キャスト（映画）
- 平川夢都子：貫地谷しほり[11]（幼少期：伊東蒼）
- 大崎航：大東駿介（幼少期：荒木飛羽）
- 田山佐代子（夢都子の母）：木村多江[12]
- 大崎正一郎（航の父）：緒形直人
- 平川聡：森岡龍
- 畑野忠彦：浜野謙太
- 三浦真衣：川島鈴遥
- 大崎洋子：片岡礼子
- 田山高雄：相島一之
- 田山セツ：白川和子

### スタッフ（映画）
- 原作：湊かなえ「夢の国」「光の航路」(『望郷』文春文庫 所収)
- 監督：菊地健雄
- 脚本：杉原憲明
- 音楽：ゲイリー芦屋
- プロデューサー：辻村和也・清家優輝
- 主題歌：moumoon「光の影」[13]（avex trax）
- 制作·配給：エイベックス・デジタル

### WEBドラマ
映画を再編集したドラマがdTVで2017年10月28日から配信していた。夢都子が主人公の「夢の国 -望郷-」と、航が主人公の「光の航路 -望郷-」の2編から構成されており、映画にはない映像も含まれる。またこの2作のDVDが発売されている。